# Zöldhullám

Zöldhullám

Zöldhullám alatt a gépjárművel közlekedő ember a következőt érti:
Az adott útra lényegében bárhonnan érkezve, a járműfolyammal együtt a megengedett sebességgel haladva, minden további jelzőlámpás csomópontot úgy érjen el, hogy a legnagyobb valószínűséggel ott szabad jelzés (zöld) legyen. Ezt műszakilag az összehangolt jelzőlámpás forgalomirányítással el lehet érni. Természetesen ez a városi közúthálózatban kiválasztott legnagyobb (legjelentősebb) forgalmú főirányokra értendő, a mellékirányokra nem. A mellékirányokból érkező jármű a mindenkori következő zöld jelzésre haladhat tovább, (keresztezhet, vagy kanyarodással becsatlakozhat). Természetesen a gyalogosok áthaladása is a mindenkori aktuális zöld jelzésre lehetséges, gombokkal nem befolyásolhatja négy, hat stb. sáv forgalmát. Különböző detektorokkal befolyásolni lehet a periódusidőt, a fázisidőt, a közlekedő számára lényegében a mindenkori várakozás idejét. Alacsony járműforgalom esetén kisebb városokban a forgalomirányítást fel lehet függeszteni (éjszakára, hétvégére), ilyenkor a jelzőlámpák villogó sárga jelzést mutatnak.

## A forgalomirányító rendszer előnyei
A tömegközlekedés és az egyéni közlekedés szempontjából:
- módot ad a tömegközlekedés menetrend betartásának figyelemmel kísérésére, eltérés esetén gyorsan visszaállítható az egyenletesség és a pontosság,
- növeli az utazási sebességet, és javítja a járművek kihasználását,
- gyorsabbá teszi a balesetek és az akadályok forgalomgátló következményeinek felszámolását,
- lehetővé teszi az eredményes együttműködést a közúti forgalomban részt vevő egyéni közlekedőkkel, a közúti forgalom irányítóapparátusával, más közforgalmú közlekedési alágazattal és a közlekedést segítő egyéb szervekkel,
- a rendszer szerves részeként magas színvonalon tájékoztatja az utasokat, közlekedőket a forgalmi körülményekről,
- irányítja és hatékonyabbá teszi a forgalmi mozgásokat,
- irányítja és biztonságosabbá teszi a gyalogosok mozgását,
- elősegíti a fajlagos forgalmi ráfordítások csökkenését,
- adatokat és megfigyelési tapasztalatokat szolgáltat az útvonalválasztáshoz, az utazás időszakának kiválasztásához valamint a menetrendtervezéshez.

A forgalomirányító rendszer olyan üzemeltetését, mely a zöldhullámot csaknem száz százalékban biztosítja, csak gondosan végzett tervezéssel, melynek szerves része a forgalomszámlálás, és folyamatos karbantartással lehet biztosítani.
Az elméleti legjobbtól való csekély eltérés is balesetekkel (türelmetlen vezető, stb.), nagyobb közlekedési költséggel (álló jármű-járó motor), környezetszennyezéssel (égéstermék, zaj stb.) és egyéb hátrányokkal jár.
Az összehangolt forgalomirányítás és a forgalomszabályozó eszközök együttes alkalmazása nem tartalmazhat ellentmondásokat!